# Konsulat (diplomati)
Konsulat är en suverän stats representation hos en annan suverän stat, med uppgift att handlägga konsulära frågor samt bevakning av handels- och sjöfartsärenden. Konsulat tillhör det utsändande landets utrikesförvaltning. Verksamheten regleras i Wienkonventionen om konsulära förbindelser (1963). Personalen vid ett konsulat räknas därigenom till den konsulära kåren (corps consulaire) och har en särskild ställning i internationell rätt.
Konsulat kan även avse den lokal där ett land bedriver sin konsulära verksamhet. 

## Konsulär verksamhet
Wienkonventionen om konsulära förbindelser (1963) utgår från att konsulära förbindelser upprättas med ömsesidigt samtycke mellan den sändande och mottagande staten. Den konsulära verksamheten utövas genom konsulat, eller genom diplomatiska beskickningar.
I Wienkonventionens 5 artikel definieras de 13 uppgifter som utgör konsulär verksamhet:
1. att skydda den sändande statens och dess medborgares – både fysiska och juridiska personers – intressen i den mottagande staten;
2. att främja utvecklingen av kommersiella, ekonomiska, kulturella och vetenskapliga förbindelser mellan staterna;
3. att rapportera om kommersiella, ekonomiska, kulturella och vetenskapliga förhållanden i den mottagande staten;
4. att utfärda pass och resehandlingar för den sändande statens medborgare samt viseringar för andra länders medborgare;
5. att hjälpa och bistå den sändande statens medborgare, både fysiska och juridiska personer;
6. att verka som notarie och civilregisterförare för den sändande statens medborgare;
7. att bevaka den sändande statens medborgares intressen i arvsfrågor;
8. att bevaka den sändande statens minderåriga och andra omyndiga medborgares rättigheter i den mottagande staten;
9. att inför den mottagande statens domstolar eller andra myndigheter representera eller ordna med juridisk representation för den sändande statens medborgare, när de själva är förhindrade att göra det;
10. att delge domstolshandlingar eller verkställa bevisupptagning för den sändande statens domstolar;
11. att utöva tillsyn och kontroll över fartyg och flygplan som är registrerade i den sändande staten;
12. att lämna bistånd till de fartyg och flygplan som avses i föregående punkt, inklusive deras besättningar, att stämpla deras skeppshandlingar, samt att avgöra tvister mellan befälhavare och övrigt befäl och manskap;
13. att fullgöra andra uppgifter som anförtrotts åt konsulatet av den sändande staten, och som varken är förbjudna eller motsätts av den mottagande staten;

Konventionen ställer också krav på att en konsulär beskickning ska ha ett uttalat distrikt som sitt ansvarsområde. Konsulatet får endast undantagsvis verka utanför det angivna distriktet, och ska i första hand kontakta lokala myndigheter i distriktet. Detta gäller även för diplomatiska beskickningar som verkar konsulärt.
Om den sändande staten saknar diplomatisk representation i den mottagande staten, och inte heller företräds diplomatisk av någon skyddsmakt, kan konsuler få tillstånd av den mottagande staten att agera i diplomatiska ärenden. För att företräda den sändande staten vid internationella organisationer krävs inget tillstånd; det räcker med att meddela den mottagande staten om uppdraget.

## Konsulär samverkan

### Skyddsmakt
Enligt Wienkonventionens 8 artikel kan en sändande stat åta sig att fullgöra konsulära uppgifter hos den mottagande staten för en tredje stats räkning. Detta kallas att agera skyddsmakt för det tredje landets medborgare. Åtagandet som skyddsmakt kan vara tillfälligt eller permanent, omfatta alla eller bara delar av de konsulära uppgifterna, och kräver att den mottagande staten tillåter det.

### Europeiska unionen

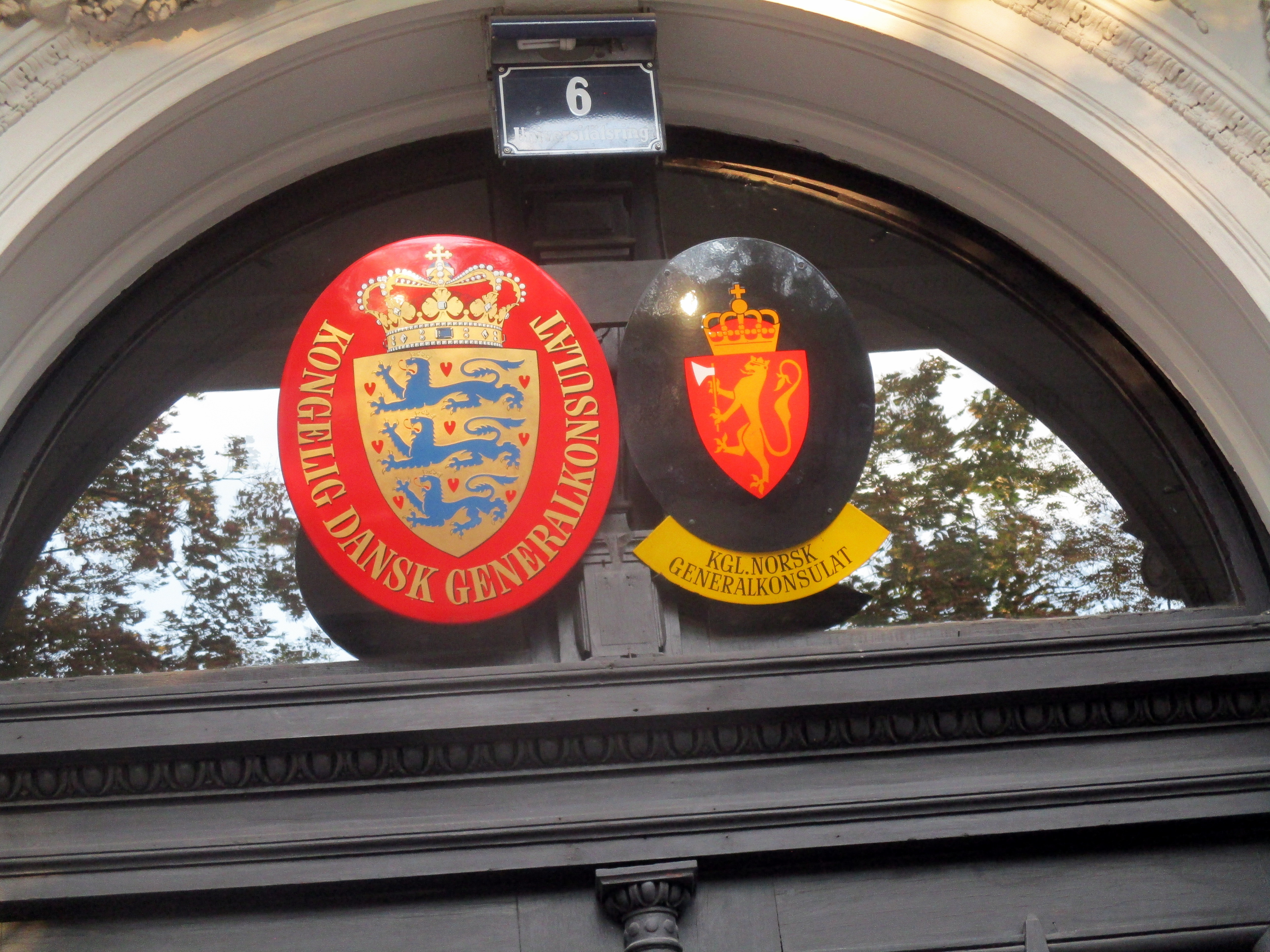
Nordiska konsulat kan ofta vara samlokaliserades; här danska och norska generalkonsulatet i Wien.

Enligt Fördraget om Europeiska unionens funktionssätt, artikel 20, är samtliga EU-länder skyldiga att agera skyddsmakt för övriga unionsmedborgare vars nationalstat inte är representerade i en mottagande stat, och erbjuda dem samma konsulära bistånd som de egna medborgarna. Fördraget tar inte hänsyn till Wienkonventionens krav på godkännande av den mottagande staten.

### Nordiska länderna
I det så kallade Helsingforsavtalet förbinder sig Danmark, Finland, Island, Norge och Sverige att bistå varandras medborgare med konsulär hjälp. Villkoret är att den nordiska medborgaren befinner sig utanför Norden, och att hemlandet inte är representerat i värdlandet. Avtalet innebär alltså en permanent status som skyddsmakt.

## Typer av konsulat
Ett lands konsulära verksamhet kan bedrivas genom ett flertal olika typer av utlandsrepresentation. Vanligt är att ambassaden ansvarar för den konsulära verksamheten i landets huvudstad, medan övriga konsulat placeras på andra orter av betydelse för det utsändande landet såsom hamnstäder, städer med betydelse för utrikeshandel, städer med stor diaspora eller städer som av historiska skäl har betydelse för det utsändande landet. 
| Typ av konsulat                           | Plats                                                                         | Beskrivning | Konsulatschef                                                                |
| ----------------------------------------- | ----------------------------------------------------------------------------- | --- | ---------------------------------------------------------------------------- |
| generalkonsulat                           | Huvudstad som saknar ambassad samt större eller för utsändaren viktiga orter. | Generalkonsulat är den form av konsulat som har högst rang, och kan även fungera som överordnat eller samordnande för vicekonsulat och konsularagenturer.                                                      | generalkonsul                                                                |
| konsulat                                  | Huvudstad som saknar ambassad samt större eller för utsändaren viktiga orter. | Konsulat är den grundläggande formen av representation. Det har lägre rang än generalkonsulat, men högre rang än vicekonsulat.                                                                                 | konsul                                                                       |
| vicekonsulat                              | Större eller för utsändaren viktiga orter.                                    | Vicekonsulat har lägre rang än konsulat, men högre rang än konsularagenturer. Ett vicekonsulat kan ansvara för en del av ett generalkonsulats eller konsulats distrikt, alternativt ha ett eget ansvarsområde. | vicekonsul                                                                   |
| konsularagentur                           | Större eller för utsändaren viktiga orter.                                    | Konsularagenturer är den form av konsulat som har lägst rang. | konsularagent                                                                |
| konsulär avdelning vid ambassad           | Huvudstad                                                                     | Samlokalisering kan ske med utsändande landets ambassad. | Beskickningschef Chef för konsulära avdelningen, eventuellt med titel konsul |
| konsulär avdelning vid annan beskickning. | Ort där utsändaren har en annan beskickning.                                  | Samlokalisering kan ske vid en annan internationell beskickning, till exempel en handelsdelegation eller ett lands representation vid internationella organisationer.                                          | Beskickningschef Chef för konsulära avdelningen, eventuellt med titel konsul |

Det sändande landet kan även åta sig att vara skyddsmakt åt ett tredje land, och fullgör då vissa eller alla konsulära uppgifter för det tredje landets räkning. Sverige är exempelvis skyddsmakt för USA i Nordkorea.

## Typer av konsuler

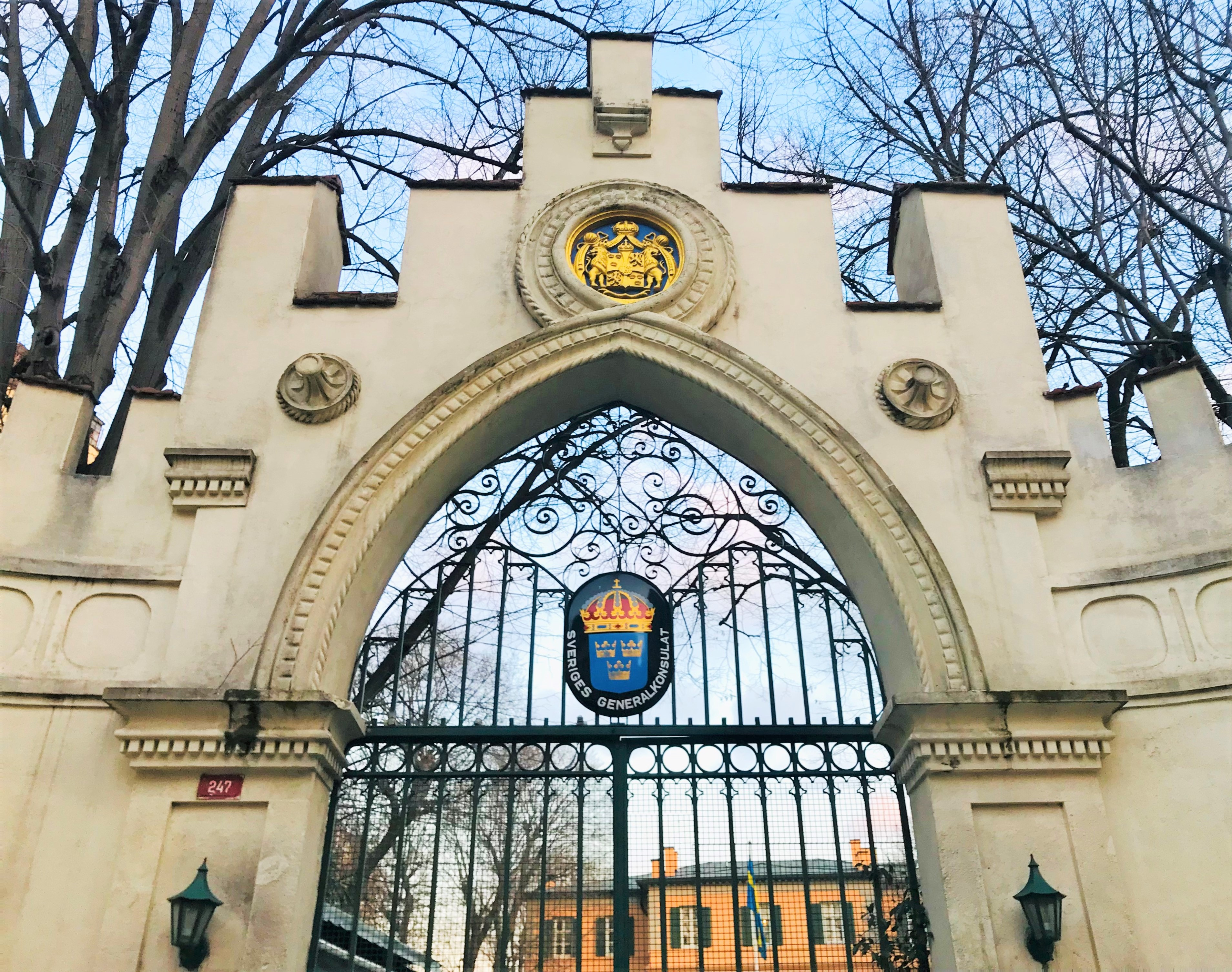
Sveriges riksvapen finns både ovanför och på grindarna till generalkonsulat i Istanbul. På innergården syns svenska flaggan.

Konsulatschefernas beteckningar är reglerade i Wienkonventionens artikel 9 till generalkonsul, konsul, vicekonsul och konsularagent. Det sändande landet är dock fritt att använda ytterligare beteckningar för andra konsuler än konsulatscheferna. Det förekommer också befattningar som anger särskild sakkunnighet, till exempel inom sjöfart, handel och kulturella frågor.
Konventionen delar också in konsulattjänstemännen i två kategorier: karriärkonsuler och honorärkonsuler.
- Karriärkonsuler tillhör den sändande statens utrikesförvaltning, och sänds ut på ett liknande sätt som diplomater. De är avlönade och åtnjuter bland annat skattelättnader, viss immunitet mot åtal och visst skydd enligt internationell lagstiftning.[1]
- Honorärkonsuler är privatpersoner som, på förfrågan av den sändande staten, åtagit sig konsulatsuppgiften som ett oavlönat hedersuppdrag. Hederskonsuler är ofta permanent bosatta i den mottagande staten, och kan vara medborgare i den sändande eller mottagande staten. Varken sändande eller mottagande stater är förpliktigade att tillsätta respektive ta emot honorärkonsuler.[1][3][10] Samma person kan också vara honorärkonsul för flera sändande stater samtidigt.[2]